# بخش پایساندو
بخش پایساندو (به لاتین: Paysandú Department) یکی از بخش‌های اروگوئه است. بخش پایساندو ۱۱۳٬۱۲۴ نفر جمعیت دارد.